# Линёв, Иван Логгинович (1777)
Ива́н Ло́ггинович Линёв (также встречается написание Ло́гинович; рус. дореф. Иванъ Логгиновичъ Линёвъ; 1777 — 26 ноября (8 декабря) 1841 или ранее) — русский военный, помещик и домовладелец. Возможно, художник-любитель, предположительный автор последнего прижизненного портрета поэта Александра Сергеевича Пушкина.

## Биография
Иван Логгинович Линёв родился в 1777 году. Он происходил из старинного дворянского рода Линёвых, его отцом был бригадир Логгин Иванович Линёв. В 1787 году он был записан на воинскую службу в Измайловский лейб-гвардии полк. В 1793 году переведён каптенармусом в Семёновский лейб-гвардии полк, где в 1794 году произведён в сержанты. 26 января (6 февраля) 1797 года пожалован «из недорослей» кавалергардом в Кавалергардские эскадроны, а 11 (22) ноября 1797 года переведён в Конный лейб-гвардии полк. 15 (26) января 1799 года переведён обратно в Кавалергардский корпус, где 15 (26) марта 1799 года произведён в корнеты, а 17 (28) мая 1797 года — в поручики. 11 (22) января 1800 года при формировании Кавалергардского полка переведён в него. 16 (28) марта 1801 года произведён в штабс-ротмистры, 30 августа (11 сентября) 1801 года — в ротмистры. 29 сентября (11 октября) 1801 года уволен со службы с мундиром. Позднее вернулся в строй, принимал участие в Наполеоновских войнах в составе Сумского гусарского полка. За сражения при Лопачине, состоявшемся 13 (25) декабря 1807 года, и при Голымине, состоявшемся на следующий день, был награждён Золотой саблей «За храбрость». В 1811 году после смерти отца вышел в отставку в звании полковника.
В отставке проживал попеременно в Санкт-Петербурге и в наследственном поместье, которое делил с братом Александром. Имение Линёвых называлось Линёво-Дуброво, располагалось вблизи современной деревни Расторопово, примерно в 30 верстах от города Устюжны и состояло из восьми деревень, в которых проживало в общей сложности 144 ревизских душ крепостных крестьян. В Петербурге Линёв проживал на 2-й Итальянской улице Литейной части, в доме № 17 — в справочнике «Нумерация домов С.-Петербурга с алфавитным списком проспектов, улиц… и владельцев домов» в качестве владельца вышеназванного дома упоминается «полковник Линёв» (без указания инициалов). Квартиры в доме Линёва сдавались также в наём — так в одной из них в 1836—1837 годах после возвращения из-за границы жила Варвара Петровна Тургенева со своим сыном Иваном Сергеевичем — впоследствии известным писателем, и некоторыми другими домочадцами. По всей видимости, в Петербурге Линёв вёл достаточно уединённый образ жизни, поскольку его фамилия ни разу не упоминается в светской хронике тех времён.
Дата смерти Ивана Логгиновича Линёва до конца не определена — по некоторым данным он умер 26 ноября (8 декабря) 1841, однако по другим источникам смерть наступила не позднее конца 1839 или начала 1840 года, поскольку при рождении его внука Ивана 3 (15) февраля 1840 года отмечены восприемники: «отставной поручик Александр Фёдорович Кисловский и умершего полковника Ивана Логиновича Линёва жена Александра Ивановна».

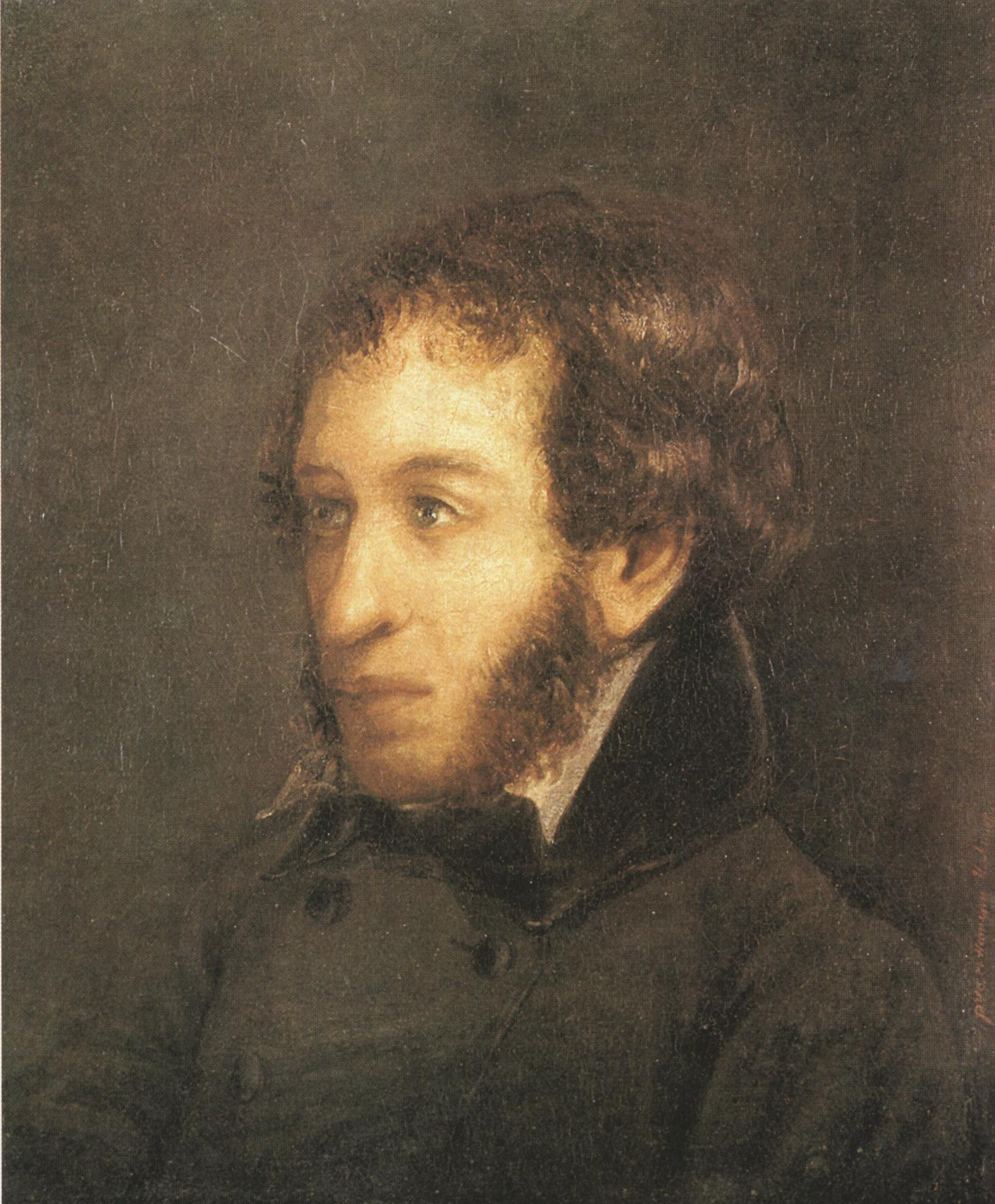
«Линёвский портрет» Пушкина

## Художник
Существует предположение, что Иван Логгинович Линёв был также самодеятельным художником — в частности, автором возможно последнего прижизненного портрета Александра Пушкина, получившего в литературе названия «линёвского портрета». Вместе с тем, портрет был подписан не полным именем, а лишь инициалами «И. Л.» и данное предположение базируется на единственном факте — вышедшей в 1890 году книге Сигизмунда Либровича, в которой автор ссылается на неких неназванных экспертов Эрмитажа, атрибутировавших обнаруженный за три года до этого портрет Пушкина как принадлежащий кисти Линёва. На чём основывались эксперты Эрмитажа, неясно — фамилия Линёва отсутствует в каких бы то ни было списках художников той поры, он не упоминается в таком качестве в воспоминаниях современников. Позднейшие исследователи, пытавшиеся обнаружить сведения о Линёве-художнике — такие, как Николай Лернер, Эрих Голлербах или Илья Зильберштейн, не преуспели в этом.
В конце 1960-х — начале 1970-х годов профессор московского Станкоинструментального института Сергей Куликов заинтересовался личностью Ивана Логгиновича Линёва и провёл собственные исследования. В частности, он обнаружил некоторые картины религиозного содержания, бывшие ранее в церкви Вознесения в имении Линёвых, снесённой в 1947 году, и находящихся ныне в собрании Устюженского краеведческого музея. Куликов нашёл некоторое стилистическое сходство с приписываемым Линёву портрету Пушкина и картинам из Вознесенской церкви — таким, как изображение римского сотника и евангелистов (в частности, Куликов отмечал особенности прорисовки лбов персонажей). Вместе с тем, Т. Г. Александрова критиковала в своей работе подход Куликова. Она отмечала, что во-первых, нет никаких оснований приписывать картины из Вознесенской церкви Линёву. Во-вторых, Куликов не был профессиональным искусствоведом, но был инженером-электротехником и библиотекарем, а потому не мог профессионально судить об особенностях живописных произведений. В-третьих, церковь была построена лишь в 1849 году сыном Ивана Логгиновича Линёва Логгином Ивановичем, что впрочем не исключает той возможности, что картины могли быть написаны ранее, а уже затем помещены в здание церкви.
Несмотря на то, что многие издания — особенно популярные — по-прежнему называют Ивана Логгиновича Линёва автором последнего прижизненного портрета Пушкина, не имеется никаких документально подтверждённых оснований ни для того, чтобы считать портрет прижизненным, ни для того, чтобы считать его автором Линёва. Сайт Музея-квартиры Пушкина на Мойке, в собрании которой находится портрет, атрибуирует его автора как «Неизвестного художника-монограммиста „И. Л.“».

## Комментарии
1. ↑  Современный адрес — улица Жуковского, дом 18[6].